# Anécdotas (álbum)
Anécdotas es un álbum recopilatorio de Pedro Suárez-Vértiz de sus tres primeras producciones como solista, fue lanzado en 2003.

## Lista de canciones
1. Un vino, una cerveza
2. Me estoy enamorando
3. Alguien que bese como tú
4. Te siento de solo pensar
5. Mi auto era una rana
6. Degeneración actual
7. Talk show
8. Los globos del cielo
9. Tren sexual
10. Me elevé
11. Cuando el sol va a salir
12. Sé que todo ha acabado ya
13. Me estoy enamorando (Jeff Bernstein's remix)